# Matlatzinca (volk)
De Matlatzinca (Matlatzinca: Botuná, Matlame, Spaans: matlatzincas, Nahuatl: matlazincah) zijn een Indiaans volk woonachtig in de staat Mexico in Centraal-Mexico. Er leven 3.005 Matlatzinca in Mexico.
De Matlatzinca leven in het Dal van Toluca, ten westen van Mexico-Stad. De Matlazinca spreken een Oto-Manguetaal. Zij zijn zeer nauw verwant aan de Ocuilteken. Zij danken hun naam aan de Azteken, die hen matlazincah, 'zij die netten maken', noemden. De Matlatzinca leven waarschijnlijk sinds de 12e eeuw in het Dal van Toluca, hun hoofdstad was Calixtlahuaca. In de 15e eeuw werden zij door de Azteken onderworpen.